# Siumut
Siumut (på svenska Framåt) är ett socialdemokratiskt parti i Grönland. Partiledare är sedan 2020 Erik Jensen.

## Historia
Siumut bildades 1971 som en politisk rörelse innan själva partiet bildades i staden Qaqortoq i Kujalleq kommun i juli 1977. Därmed är Siumut det äldsta partiet i Grönland. Det ingick i Grönlands första regering som tillträdde 1979 och partiet erhöll 13 av 21 platser i Landstinget.
Ved landstingsvalet den 11 mars 2025 fick Siumut 14,7 procent av rösterna och fyra mandat.

## Ideologi
Partiet beskrivs som socialdemokratiskt och driver frågan om grönländsk självständighet.

## Landsstyreformand
Partiets dominerande ställning märks bland annat på att partiet innehade regeringschefsposten, landsstyreformand, från 1979 till 2009, då den dåvarande partiledaren Hans Enoksen förlorade valet. Från 2013 innehade partiets partiledare återigen posten som regeringschef, först Aleqa Hammond och senare Kim Kielsen.               

## Partiledare
- Jonathan Motzfeldt (1977-1979, 1980-1987, 1998-2002)
- Hans Enoksen (2002-2009)
- Aleqa Hammond (2009-2014)
- Kim Kielsen (2014-2020)
- Erik Jensen (2020-)[3]